# جديدة خابور (الرقة)
جديدة خابور قرية سورية تتبع ناحية الكرامة في منطقة مركز الرقة في محافظة الرقة. بلغ عدد سكانها 3911 نسمة في عام 2004 حسب إحصاء المكتب المركزي للإحصاء.